# Sarower Kloster

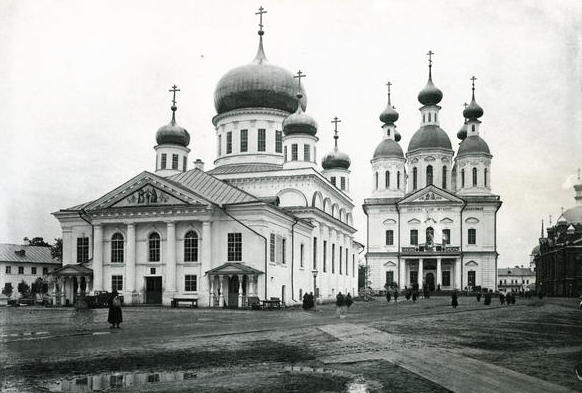
Kathedrale des Sarower Klosters (1904)

Das Sarower Kloster ist ein Kloster der Russisch-Orthodoxen Kirche in Sarow.
Das Kloster wurde 1706 gegründet und war von 1927 bis zur Wiedereröffnung 2006 geschlossen. Aufgrund des Status von Sarow als geschlossene Stadt kann das Kloster nicht von Pilgern oder Touristen besucht werden.